# 고야촌 (미야기현)
고야촌(耕野村)은 일본 미야기현 이구군의 이부쿠마강 서안에 있던 촌이다.

## 역사
- 1889년 4월 1일 - 정촌제 시행에 수반해 구 고야촌 단독으로 촌제를 시행하였다.
- 1954년 12월 1일 - 마루모리 정, 가네야마 정, 힛포 촌, 오우치 촌, 고사이 촌, 다테야마 촌, 오하리 촌과 합병해, 새로운 마루모리 정이 되었다.

## 방재
- 고야촌 소방대
  - (조직체제) 2개 분대 4반으로 구성.
  - (단원수) 73명
  - (장비) 당시 장비는 팔용 소방펌프 4대가 전부였다.

## 참고문헌
- 『宮城県町村合併誌』（宮城県地方課、1958）
- 『丸森町史』（宮城県伊具郡丸森町、1984）